# Abgestumpfte Spaltblume
Die Abgestumpfte Spaltblume (Schizanthus grahamii) ist eine Pflanzenart aus der Gattung Schizanthus in der Familie der Nachtschattengewächse (Solanaceae). Der wissenschaftliche Artname ehrt den schottischen Arzt und Botaniker Robert Graham (1786–1845).

## Merkmale

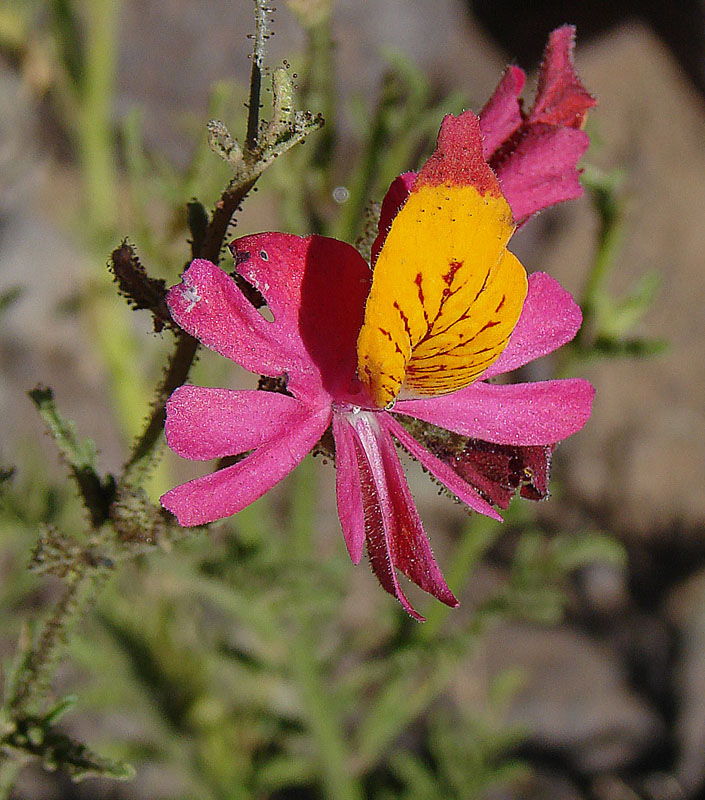
Schizanthus grahamii

Die Abgestumpfte Spaltblume ist eine einjährige Pflanze, die Wuchshöhen von 70 bis 90 Zentimeter erreicht. Der Stängel ist reich verzweigt und mit schwarz- bis braunköpfigen Drüsenhaaren sowie einzelnen angedrückten Borsten bedeckt. Die Blätter messen ungefähr 12 × 7 Zentimeter und sind fiederschnittig bis gefiedert sowie fast kahl. Der Blütenstand ist traubenförmig. Die Kronröhre ist 1 bis 1,5 mal so lang wie die Kelchzipfel. Die Krone ist rot bis violett gefärbt, die Oberlippe ist gelb gefleckt. Die Staubblätter sind kürzer als die Unterlippe.
Blütezeit ist von Juli bis September.
Die Chromosomenzahl beträgt 2n = 20.

## Vorkommen
Die Abgestumpfte Spaltblume kommt in Chile in Waldsäumen, Gebüschen und an Wegrändern vor.

## Nutzung
Die Abgestumpfte Spaltblume wird zerstreut als Zierpflanze für Sommerblumenbeete genutzt. Sie ist spätestens seit der ersten Hälfte des 19. Jahrhunderts in Kultur. Es gibt einige Sorten.